# Cho con
Cho con là một ca khúc thiếu nhi được viết bởi nhạc sĩ Phạm Trọng Cầu. Cùng với một số bài hát cho thiếu nhi khác, "Cho con" được coi là một trong những ca khúc thiếu nhi được công chúng Việt Nam đón nhận của ông. Tác phẩm đã được đưa vào danh sách "50 bài hát thiếu nhi hay nhất thế kỷ XX" của báo Thiếu niên Tiền Phong và đoạt giải thưởng "bài hát hay nhất" của Đài tiếng nói Việt Nam. 

## Sáng tác
Bài hát "Cho con" được sáng tác từ sau những năm 1970 khi Phạm Trọng Cầu trở về Việt Nam khi ông hoàn thành xong chuyến du học tại Paris, Pháp. "Cho con" là ca khúc viết cho thiếu nhi được phổ nhạc từ bài thơ cùng tên của nhà thơ Tuấn Dũng.
Theo nhiều bài báo cho rằng, bài hát có tựa đề "Cho con" nhưng thực ra là để dành cho tất cả mọi người, có nội dung là những lời yêu thương của cha mẹ dành cho con cái của mình, đồng thời nhắc nhở mỗi người nên biết sống xứng đáng với sự trong sáng của con trẻ và nâng niu những "mầm non" của đất nước".

## Cấu trúc
"Cho con" có cấu trúc 1 đoạn phức, bài có 3 câu theo cấu trúc không cân phương. Xuyên suốt toàn bộ bài, tác giả chỉ sử dụng một âm hình phù hợp với câu thơ 5 chữ, đồng thời chỉ sử dụng một thủ pháp phát triển âm hình là giữ nguyên tiết tấu, thay đổi cao độ nhằm phù hợp với tiếng Việt. Kết cấu bài thơ so với kết cấu âm nhạc gần như tuơng đuơng nhau. Về tiết tấu, ông sử dụng nhịp 3
4 như một loại nhịp phân ba, được xem là điều mới mẻ trong âm nhạc Việt Nam thời bấy giờ. Ngoài ra, ông còn sử dụng thủ pháp hòa thanh để phát triển giai điệu, cũng là thủ pháp trước đó không có trong dân ca người Việt. Mở đầu mỗi tiết nhạc là một nền hòa thanh khác nhau, mỗi nền hòa thanh đó lại biểu hiện trạng thái tình cảm khác nhau của bài hát.

## Đón nhận
Ngay sau khi sáng tác, "Cho con" được công chúng Việt Nam đón nhận một cách rộng rãi trên khắp cả nước. Bài hát này được chọn mở đầu cho nhiều chương trình âm nhạc lớn. Dù được quần chúng tỏ ra yêu thích vì sự "dễ hiểu, dễ tiếp thu và lôi cuốn" nhưng các nhà nghiên cứu âm nhạc trong giới chuyên môn cho rằng kết cấu "quá phức tạp" và chưa thống nhất với nhau về cách phân chia cấu trúc. Cùng với một số tác phẩm âm nhạc khác mà Phạm Trọng Cầu viết như "Mùa thu không trở lại", "Trường làng tôi" dù có sức ảnh hưởng lâu dài thì "Cho con" mới được xem là tác phẩm đạt đến "đỉnh cao" âm nhạc thiếu nhi của ông.
"Cho con" đã được giải thưởng của Đài Tiếng nói Việt Nam cho hạng mục "Bài hát hay nhất" đồng thời được đưa vào danh sách "50 bài hát thiếu nhi hay nhất thế kỷ XX" do báo Thiếu niên Tiền phong tổ chức bình chọn năm 1999. Năm 2021, ca khúc được dịch song ngữ tiếng Anh trong dự án "Nhạc thiếu nhi song ngữ"(Bilingual Songs for Kids) của nhiều dịch giả Việt Nam. Cùng năm, con gái của nữ ca sĩ Đoan Trang cũng đã cho ra mắt một video ca nhạc mang tên "Cho con" và hát bài hát này.